# Clemencia Lucena
Clemencia Lucena (Manizales, Caldas, 5 de diciembre de 1945-Cali, 24 de julio de 1983) fue una artista plástica colombiana, crítica de arte, gestora cultural y militante política. 

## Biografía
Nació en Manizales en 1945 y murió en Cali en 1983. Su obra  estuvo marcada por el trabajo artístico que comprendió la imagen como un dispositivo para la imaginación política. A su vez, se interesó en crear obras de propaganda y agitación política para el MOIR (Movimiento Obrero Independiente y Revolucionario) al cual perteneció. Participó de algunas iniciativas de carácter colaborativo y colectivo; en 1971, elaboró junto con Nirma Zárate y Diego Arango, integrantes del Taller 4 Rojo, algunos carteles de carácter cultural y de contrainformación sobre la represión al movimiento estudiantil de 1971. Luego de su incorporación al MOIR hizo parte del Frente Cultural de ese partido y particularmente de las actividades de los autodenominados Trabajadores del Arte Revolucionario (TAR) vinculados al partido. Con Carmen Escobar, Amalia Peláez, Elvira Cantillo, Constanza Montoya, y María Victoria Benito, participó en actividades de militancia política del MOIR y en exposiciones de arte durante la década de 1970.

## Obra
La obra plástica muestra un marcado interés por la crítica social en dos campos de acción: su primera etapa de 1967 a 1971 despliega una crítica feminista a la élite política nacional y la segunda etapa de su obra, que inicia en 1971 —marcada por su filiación política al partido maoísta colombiano MOIR (Movimiento Obrero Independiente y Revolucionario)— con una estética propia del realismo socialista comprometido con la formación política y propaganda ideológica de este partido.
La primera etapa en sus obras se enfoca en la crítica a la representación de las mujeres en el escenario político nacional como madres o esposas, y su imagen decorativa que neutraliza la acción política. En 1967, realiza una exposición titulada Gente común y corriente en la Galería Grifo Negro; en ésta presenta pinturas donde reinterpreta imágenes tomadas de medios masivos de comunicación de mujeres de la élite colombiana y mujeres en reinados de belleza, cuyas facciones y rasgos son deformados y caricaturizados, la artista genera en el espectador una sensación de extrañeza y desagrado ante imágenes que hacen parte del canon establecido en el ideario de belleza nacional de esos años. Obras como Preclara dama, altísima cifra de rancio abolengo y vasta cul (1970), Yo merecía la corona (1970), Las reinas no deben hacer promesas falsas, de 1970 o Diamantes para la eternidad (1971), dan cuenta del interés de Clemencia Lucena por realizar una crítica al rol adjudicado a las mujeres en el escenario político nacional, donde su representación pasa por los cánones de belleza establecidos, la tarea de cuidado y referencia moral, a través de la figura de la madre y esposa consagrada.
La segunda etapa —desde 1971 hasta 1983— su obra estuvo influenciada por su lucha y militancia en el MOIR, y su convicción de que el rol social del artista implica la transformación de las condiciones de desigualdad social. Su trayectoria se consolidó con la circulación de pinturas expuestas en galerías y espacios artísticos, como a través de litografías realizadas por el MOIR para ser difundidas masivamente en escenarios de manifestación social, por lo que declaró querer “plasmar artísticamente la lucha de las fuerzas revolucionarias [...] en su diario batallar”. En este período recurre a la estética realista para plasmar escenas de la lucha obrera y campesina, en ellas se puede evidenciar de manera constante la presencia de mujeres que hicieron parte de las manifestaciones como en las obras Huelga en Bogotá (1978) y En un día de movilización (1979), aspecto que muestra su interés por visibilizar la presencia de las mujeres en acciones directas. 
También su obra muestra el interés por representar las victorias del movimiento social, obrero, sindical y campesino, así como la acción comunitaria y cotidiana que se da en medio de la consolidación de movimientos y organizaciones sociales. De allí que su metodología de creación, pasó en primera medida, por ir a los lugares en donde se realizaban protestas o tomas de tierra, acompañar a las organizaciones que las desarrollaban y a partir de su convivencia y militancia, componer las imágenes que plasmaba en sus cuadros y litografías. Viajó por gran parte del país, visitando lugares como Arauca, el Valle del Cauca y el Magdalena medio, donde los movimientos campesinos y obreros se encontraban en luchas y manifestaciones por la tenencia de la tierra. En este período de creación se encuentran obras como Minero de Zaragoza de 1984, Invasión en Araguani de 1984 o Vivan las marchas campesinas de 1971. La búsqueda artística se centró en representar la capacidad constante del pueblo colombiano de luchar por la transformación de sus condiciones de vida y resistir en escenarios de protesta y denuncia ante condiciones sociales de exclusión perpetradas por la violencia y/o ausencia estatal.

### Contexto político de la obra de Clemencia Lucena
La obra plástica de Clemencia Lucena se desarrolla entre la década de los sesenta y los ochenta en Colombia. El contexto de las políticas de gobierno del Frente Nacional (1954-1978) y el Estatuto de Seguridad (Decreto 1923) bajo el mandato del presidente Julio Cesar Turbay Ayala (1982-1997) enmarcan su creación plástica y el enfoque político y social en el que se desarrolla. Estos años estuvieron marcados por el aumento de las manifestaciones, paros, plantones y huelgas de movimientos obreros, campesinos, sindicales, estudiantiles y de mujeres, en la búsqueda por sus derechos. 
La obra de Clemencia Lucena guarda directa relación con el contexto de emergencia de movimientos y organizaciones sociales y políticas, entre ellas el MOIR (Movimiento Obrero Independiente y Revolucionario) en el cual militó gran parte de su vida. A lo largo de estos años, el arte en Colombia se vio impactado por la necesidad de transformar las condiciones sociales y aportar desde la creación a las demandas de los sectores populares de allí la apuesta de compromiso social y político de Clemencia Lucena con las luchas de movimientos obreros, estudiantiles y campesinos. A su vez, el campo del arte en Colombia se fue profesionalizando y dio apertura a espacios expositivos como la reapertura del Museo de Arte Moderno de Bogotá y el Museo de Arte Contemporáneo en 1966 el lugar del arte y la crítica con figuras como la de Marta Traba dieron pie a la consolidación de un escenario de circulación del arte en Colombia. 

## Gestora cultural
Clemencia Lucena dirigió junto con Luis Fernando Lucena la Galería Ud. que funcionó en el quiosco del Parque de la Independencia entre 1967 y 1969 donde programaron algunas exposiciones individuales de otros artistas.

## Crítica de arte y política
Tras su vinculación al MOIR, Lucena participó de debates sobre la articulación entre arte y política dictando conferencias y paralelamente publicó artículos sobre arte y política en El Tiempo, el suplemento Lecturas Dominicales, El Periódico, Vanguardia Liberal y Pueblo Estravagario. 
Junto con Luis Fernando Lucena fundó la editorial Bandera Roja, que publicó revistas y libros, entre ellos Anotaciones sobre la pintura en Colombia (1975) que reúne textos críticos sobre arte y pintura de Clemencia Lucena, y La revolución, el arte, la mujer (1984) que compila póstumamente textos críticos y discursos políticos de la artista, algunos de ellos inéditos.